# Poirierita
La poirierita és un mineral de la classe dels silicats. Rep el nom en honor de Jean-Paul Poirier (13 de maig de 1935 -), físic francès que va contribuir molt a la física dels minerals, inclosa la predicció teòrica d'ε-Mg₂SiO₄.

## Característiques
La poirierita és un nesosilicat de fórmula química Mg₂SiO₄. Cristal·litza en el sistema ortoròmbic. És un mineral polimorf de la forsterita, la ringwoodita i la wadsleyita.
Les mostres que van servir per a determinar l'espècie, el que es coneix com a material tipus, es troben conservades a les col·leccions mineralògiques del Museu d'Història Natural de la Universitat de Florència, a Itàlia, amb el número de catàleg: 3238/i, i al Museu Nacional de la Natura i la Ciència de Tòquio (Japó), amb el número d'espècimen: nsm-mf15125.

## Formació i jaciments
Va ser descrita a partir de mostres obtingudes a dos meteorits: el meteorit Tenham i al meteorit Suizhou, recollits a Austràlia i a la República Popular de la Xina respectivament. També ha estat descrita en un altre meteorit: el Miami, trobat a l'estat de Texas (Estats Units). Aquests tres meteorits són els únics indrets a tot el planeta on ha estat descrita aquesta espècie mineral.